# Рыбаков, Ростислав Борисович
Ростисла́в Бори́сович Рыбако́в (28 марта 1938 года, Москва — 7 августа 2019 года) — советский и российский индолог, специалист по проблемам истории культуры, межкультурным взаимодействиям. Директор Института востоковедения РАН в 1994—2009 гг. Доктор исторических наук. Сын академика Б. А. Рыбакова.

## Научная деятельность
- Выпускник Института восточных языков при МГУ (1963 г.)
- Работает в Институте востоковедения с 1966 г.
- Директор Института востоковедения РАН с 1994 г.
- Президент Восточного университета
- Тема кандидатской диссертации (1981 г.) «Буржуазная реформация индуизма (начало XIX века — 1947 год)»
- Тема докторской диссертации (1991) «Роль религиозного фактора в социально-политическом развитии Индии в новое и новейшее время».

Р. Б. Рыбаков был исследователем в области таких проблем, как синтез модернистского и традиционного в религиозно-культурной сфере, формы воздействия религии на политический процесс в условиях массовой религиозности, параметры развития религиозной ситуации, соотношение конфессионального и этнического факторов в многонациональном и поликонфессиональном обществе.
Входил в редколлегию журнала «Исторический формат», выходящего с 2015 года, главным редактором которого является В. И. Меркулов, член «Академии ДНК-генеалогии», продвигающей псевдонаучное учение А. А. Клёсова; в общественный попечительский совет журнала входят члены «Академии ДНК-генеалогии» Клёсова; статьи журнала близки к псевдонаучным.

## Общественная деятельность
- Президент Российской ассоциации востоковедов.
- Председатель Научного совета РАН по проблемам востоковедения.
- Сопредседатель Российско-индийской комиссии по сотрудничеству в области общественных наук.
- Почетный академик Академии наук Республики Абхазия
- Член Бюро Отделения историко-филологических наук РАН
- Председатель Совета координаторов Общества востоковедов РАН
- Главный редактор Бюллетеня Общества востоковедов РАН
- Вице-президент Международного Союза по азиатским и северо-африканским исследованиям
- Президент XXXVII международного конгресса по азиатским и североафриканским исследованиям (Москва, 2004)
- Почетный председатель Международной организации «Платформа Диалог Евразия»
- Президент Международной Ассоциации «Мир через Культуру»
- Председатель Совета «Общества Рамакришны — Центра Веданты»
- Президент Общества монголоведов РФ
- Главный редактор многотомного издания «История Востока»
- Главный редактор серии «Страны Востока: XX век»
- Председатель редакционного совета альманаха «Восточная коллекция» Российской Государственной Библиотеки
- Член редакционной коллегии журнала «Восток»
- Член редакционной коллегии «Исторической газеты»
- Член редакционного совета Военно-исторического журнала
- Член редакционного совета журнала «Арабский мир и Евразия»
- Член редакционной коллегии журнала «Дельфис»
- Член редакционной коллегии журнала «Russian Life»

Р. Б. Рыбаков неоднократно представлял отечественную науку за рубежом: выступал с докладами в Китае, Японии, Индии, Франции, Турции, Монголии, руководил работой российской делегации на многих международных научных форумах, в частности, на Всемирных Конгрессах востоковедов в Гонконге, Будапеште и Монреале.
- С 1963 работал в Управлении по иностранному туризму при Совете Министров СССР[2]
- 1972—1978 — сотрудник секретариата Всемирной организации здравоохранения (ВОЗ) в Женеве[2]

## Память
В 2016 году состоялась премьера фильма «Рыбаков, сын Рыбакова, внук Рыбакова» кинорежиссера Алексея Бурыкина, снятого по заказу телеканала «Культура», о династии Рыбаковых, Александре Степановиче, Борисе Александровиче и Ростиславе Борисовиче.

## Научные труды
- Интерпретация понятия кармы в религиозно-философских трудах Свами Вивекананды // Страны Дальнего Востока и Юго-Восточной Азии. История. Экономика. М., 1970.
- Религиозно-реформаторское учение Рамакришны Парамахансы: (1836—1886) // Идеологические проблемы современной Индии. М., 1970.
- Основные черты буржуазной реформации индуизма // Религия и атеизм в Индии. М., 1973.
- Буржуазная реформация индуизма / АН СССР. Институт востоковедения. М.: Наука ГРВЛ, 1981
- Изучение индуизма в России и в СССР — итоги и перспективы. // Древние культуры Средней Азии и Индии. Л., 1984.
- Социально-регулятивные функции индуизма // Индуизм: Традиции и современность. М., 1985.
- Представители современных и традиционных «духовных» профессий. // Низшие городские слои и социальная эволюция стран Востока. М., 1986
- Бхагавад-Гита и её комментаторы. //В мире книг. Ежемесячный журнал Государственных комитетов СССР и РСФСР по делам издательств, полиграфии и книжной торговли. — М.: «Книга», 1987.
- Свами Вивекананда. // Сарасвати. Вестник Общества Вивекананды. I. — М.: Наука. Издательская фирма «Восточная литература», в России и СССР — итоги и перспективы. // Древние культуры Средней Азии и Индии. — Ленинград: «Наука», 1984.
- Вступительная статья // Ромен Роллан. Жизнь Рамакришны. Жизнь Вивекананды. — Киев: «Украина», 1991.
- Религиозный фактор в социально-политическом развитии Индии (новое и новейшее время) и роль индусского коммунализма.— М.: Наука, 1991. 34 с.
- Индуизм в эпоху перемен // Индуизм и современность. М., 1994.
- Рамакришна // Миссия Рамакришны — сто лет. Юбилейный сборник. М., 1997.
- Ненасильственная борьба за мир без насилия схимса в индийской традиции и в учении М. К. Ганди // Пацифизм в истории идеи и движения мира. М., 1998.
- Духовные учения на рубеже веков — Дельфис — № 13(1) — 1998.
- Предисловие // Научное издание. Межконфессиональные отношения в Азии: прошлое и настоящее. — М.: Институт востоковедения, 1998
- Востоковедение ступень в будущее // Россия-Индия: перспективы регионального сотрудничества. М., 2000.
- Махатма Ганди: святой-политик // Научное издание. Россия — Индия: перспективы регионального сотрудничества (г. Нижний Новгород). — М.: Институт востоковедения РАН, 2000.
- Индуизм при первом приближении. // Научное издание. Россия—Индия: перспективы регионального сотрудничества (г. Волгоград).— М.: Институт востоковедения РАН, 2001.
- Индия. 33 незабываемые встречи. М., Алгоритм, 2014.